# NGC 783
NGC 783 est une galaxie spirale située dans la constellation du Triangle. NGC 783 a été découverte par l'astronome français Édouard Stephan en 1834. Cette galaxie a aussi été observée par l'astronome américain Edward Barnard dans les années 1890 et elle a été ajoutée à l'Index Catalogue sous la désignation IC 1765.

## Caractéristiques
Sa vitesse par rapport au fond diffus cosmologique est de 4 935 ± 18 km/s, ce qui correspond à une distance de Hubble de 72,8 ± 5,1 Mpc (∼237 millions d'al).
À ce jour, une mesure non basée sur le décalage vers le rouge (redshift) donne une distance d'environ 59,400 Mpc (∼194 millions d'al). Cette valeur est à l'extérieur des valeurs de la distance de Hubble. Notons cependant que c'est avec la valeur moyenne des mesures indépendantes, lorsqu'elles existent, que la base de données NASA/IPAC calcule le diamètre d'une galaxie et qu'en conséquence le diamètre de NGC 783 pourrait être d'environ 36,0 kpc (∼117 000 al) si on utilisait la distance de Hubble pour le calculer.
La classe de luminosité de NGC 783 est III et elle présente une large raie HI et c'est aussi une galaxie à sursaut de formation d'étoiles. NGC 783 est une galaxie dont le noyau brille dans le domaine de l'ultraviolet. Elle est inscrite dans le catalogue de Markarian sous la cote Mrk 1171 (MK 1171).

## Trou noir supermassif
Selon un article basé sur les mesures de luminosité de la bande K de l'infrarouge proche du bulbe de NGC 783, on obtient une valeur de 107,6 {\displaystyle M_{\odot }} (40 millions de masses solaires) pour le trou noir supermassif qui s'y trouve.

## Supernova
La supernova SN 2004fz a été découverte dans NGC 783 le 14 août 2004 indépendamment par les astronomes amateurs britannique Tom Boles et par Ron Arbour. Cette supernova était de type Ia.

## Groupe de NGC 777
NGC 783 fait partie du groupe de NGC 777. Ce groupe comprend au moins 14 galaxies, dont NGC 750, NGC 751, NGC 761, NGC 777, NGC 785 et NGC 789.